# Christine Errath
Christine Stüber-Errath, geb. Errath, zeitweise Trettin-Errath (* 29. Dezember 1956 in Ost-Berlin), ist eine ehemalige deutsche Eiskunstläuferin, die im Einzellauf für die DDR startete. Sie ist die Weltmeisterin von 1974 und die Europameisterin von 1973, 1974 und 1975. Errath trainierte beim SC Dynamo Berlin bei Inge Wischnewski. Im Anschluss an die Karriere als Eiskunstläuferin arbeitete sie als Moderatorin und Autorin. 2016 übernahm sie eine der Hauptrollen im Film Die Anfängerin, in welchem sie sich selbst spielt.

## Leben und Wirken
Christine Errath wurde von ihrer Trainerin beim Rollschuhlaufen im Berliner Volkspark Friedrichshain entdeckt. Erstmals in Erscheinung trat sie im Jahr 1969, als sie Dritte bei den DDR-Meisterschaften hinter Gaby Seyfert und Sonja Morgenstern wurde, ein Ergebnis, das sich im folgenden Jahr wiederholte. 1969 bestritt sie auch ihre erste Europameisterschaft, 1971 dann ihre erste Weltmeisterschaft und 1972 ihre ersten Olympischen Spiele. Bis 1973 war ihre Dauerrivalin in der DDR Sonja Morgenstern, die von Jutta Müller trainiert wurde. Errath konnte sie auf nationaler Ebene nie bezwingen. Errath galt als besonders kürstark, so dass ihr die Regeländerung von 1972, durch die die Abwertung der Pflicht erfolgte und das Kurzprogramm eingeführt wurde, sehr entgegenkam. Ihren internationalen Durchbruch erlebte Errath im Jahr 1973. Bei der Europameisterschaft 1973 in Köln wurde sie Europameisterin vor der Britin Jean Scott und der Schweizerin Karin Iten. Bei der Weltmeisterschaft in Bratislava gewann sie die Bronzemedaille hinter der Kanadierin Karen Magnussen und der US-Amerikanerin Janet Lynn.
Im Jahr 1974 wurde Errath zum ersten Mal Meisterin der DDR. In Zagreb verteidigte sie ihren Europameisterschaftstitel und feierte mit dem Gewinn der Goldmedaille bei der Weltmeisterschaft in München, vor der US-Amerikanerin Dorothy Hamill und der Niederländerin Dianne de Leeuw, ihren größten Erfolg. Sie war nach Gaby Seyfert die zweite Weltmeisterin aus der DDR. 2021 schenkte sie die Medaille ihrer langjährigen Freundin Hilde Lehmann zu deren 105. Geburtstag.
1975 verteidigte Errath ihren nationalen Titel und wurde in Kopenhagen zum dritten Mal in Folge Europameisterin. Ihren Weltmeisterschaftstitel konnte sie in Colorado Springs allerdings nicht verteidigen. Sie unterlag de Leeuw und Hamill.
Zudem erwuchs ihr ab 1975 mit Anett Pötzsch im eigenen Land wieder eine Konkurrentin, die von Jutta Müller trainiert wurde. Errath zog sich Ende 1975 eine langwierige und schwerwiegende Fußverletzung zu. So konnte sie an den DDR-Meisterschaften 1976 nicht teilnehmen und war im gesamten Wettkampfjahr 1976 stark beeinträchtigt. So verlor Errath das interne Duell bei der Europameisterschaft in Genf gegen Pötzsch, die beim Sieg von de Leeuw Silber vor Errath gewann. Bei den Olympischen Spielen in Innsbruck errang sie die Bronzemedaille. Bei der Weltmeisterschaft in Göteborg konnte Errath sowohl de Leeuw als auch Pötzsch wieder bezwingen. Sie wurde Vize-Weltmeisterin hinter Hamill.
Errath beendete ihre aktive Eiskunstlaufkarriere nach der Saison 1976, da sie aufgrund ihrer nachhaltigen Verletzung keine Chance auf Leistungssteigerungen im internationalen Maßstab sah. Jedoch widersprach Errath mit ihrem Rücktritt dem Wunsch der sportlichen Staatsführung der DDR, die sie daraufhin von allen Auszeichnungen und Privilegien der olympischen Medaillengewinner 1976 ausschloss.
Sie studierte Germanistik, arbeitete nach ihrer sportlichen Karriere zunächst beim Kinderfernsehen der DDR in Berlin-Adlershof, zum Beispiel für die Sendung top fit. Danach moderierte sie im MDR Fernsehen gemeinsam mit Hans-Joachim Wolfram die Sendung „Außenseiter-Spitzenreiter“. 2007 beendete sie aus persönlichen Gründen ihre Fernseharbeit.
Im März 2010 veröffentlichte sie das Buch Die Pirouettenkönigin – Eiskunstlaufgeschichten rund um die Berliner Meistertrainerin Inge Wischnewski.
Christine Errath war mit dem DDR-Tennismeister Ulrich Trettin verheiratet. Das Paar hat zwei Kinder. Die Ehe wurde jedoch geschieden. 2006 heiratete sie in Venedig den Kieferorthopäden Paul Stüber und heißt nun Christine Stüber-Errath. Sie lebt in Wildau.

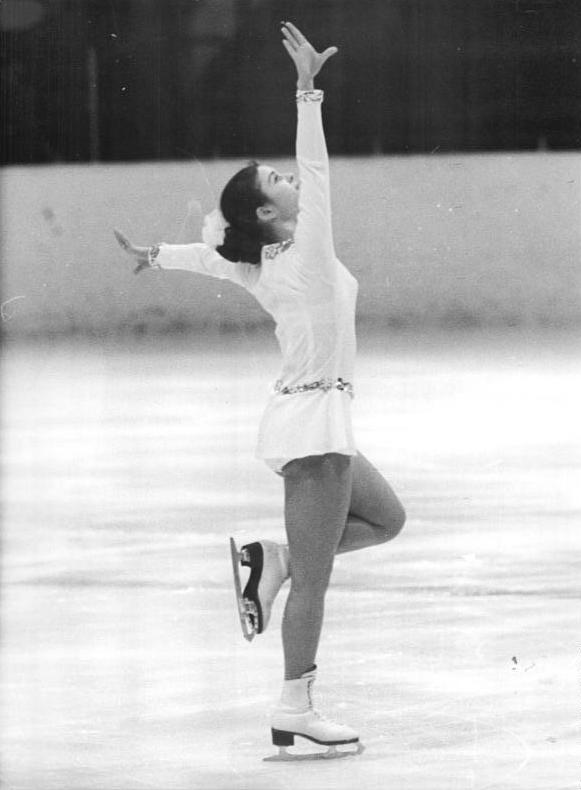
Christine Errath 1972

## Ergebnisse
| Wettbewerb / Jahr       | 1969 | 1970 | 1971 | 1972 | 1973 | 1974 | 1975 | 1976 |
| ----------------------- | ---- | ---- | ---- | ---- | ---- | ---- | ---- | ---- |
| Olympische Winterspiele |      |      |      | 8.   |      |      |      | 3.   |
| Weltmeisterschaften     |      |      | 9.   | 10.  | 3.   | 1.   | 3.   | 2.   |
| Europameisterschaften   | 18.  |      | 7.   | 5.   | 1.   | 1.   | 1.   | 3.   |
| DDR-Meisterschaften     | 3.   | 3.   | 2.   | 2.   | 2.   | 1.   | 1.   |      |

## Ehrungen
Für ihre sportlichen Erfolge wurde sie in der DDR 1974 mit dem Vaterländischen Verdienstorden ausgezeichnet.

## Spielfilm

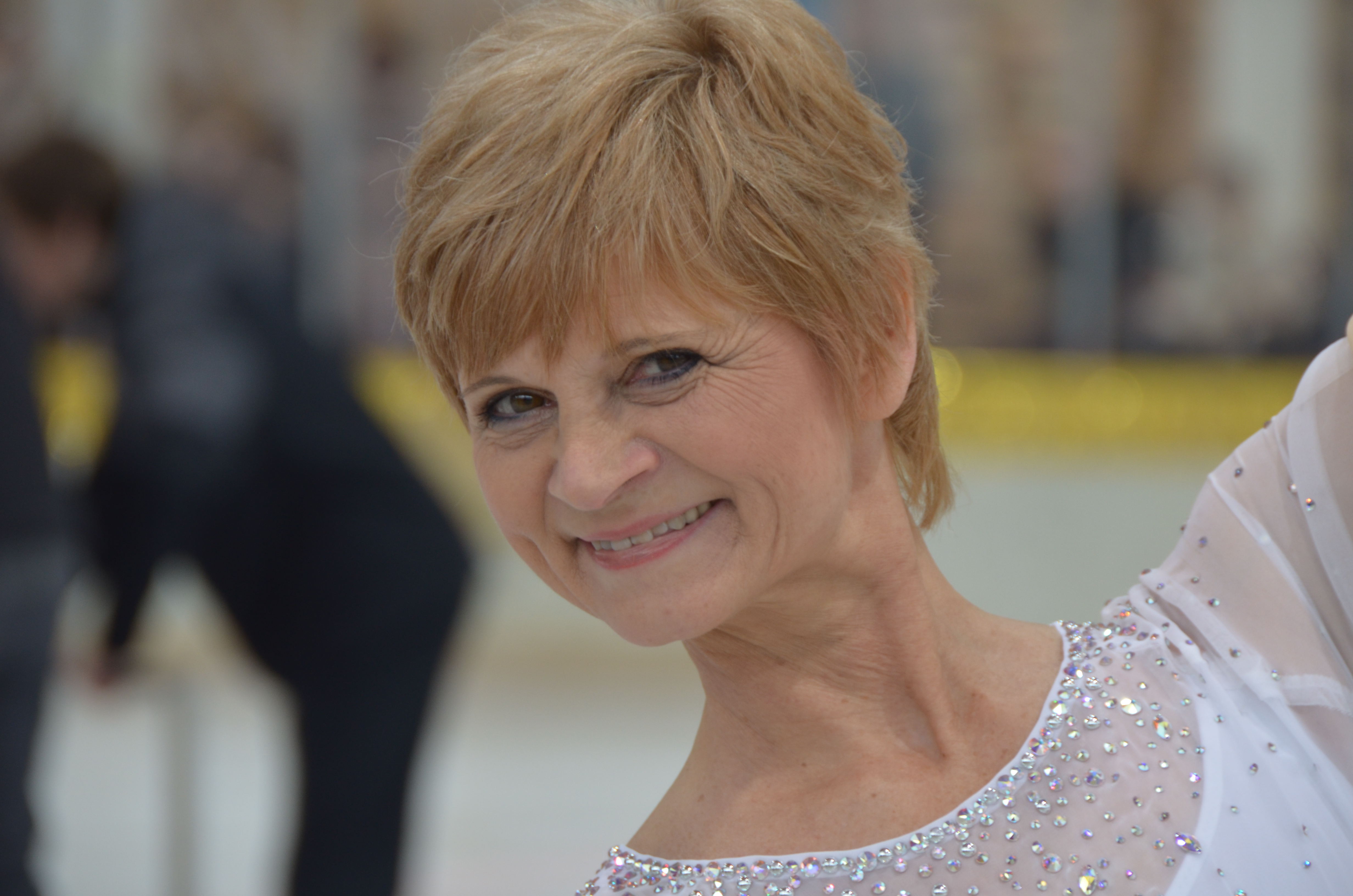
Christine Stüber-Errath als sie selbst im Spielfilm Die Anfängerin

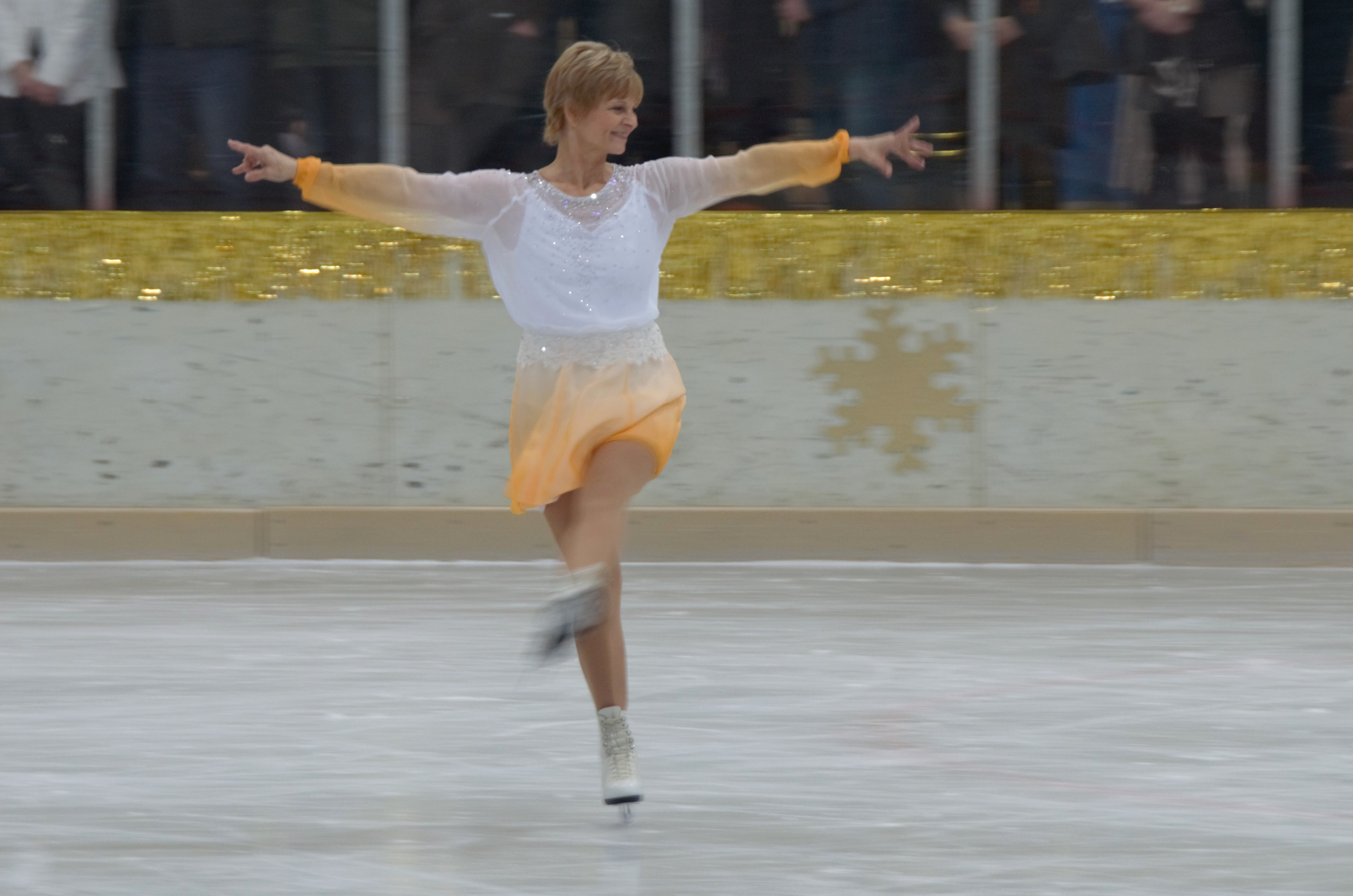
2016 für den Kinofilm Die Anfängerin zurück auf dem Eis

Errath trat im Film Die Anfängerin auf, in dem sie sich selbst spielte; Die erste Klappe zu Alexandra Sells Spielfilm-Debüt fiel am 2. März 2016 Berlin-Hellersdorf. Der Film erzählt eine späte Coming-of-age-Geschichte: Mit 58 Jahren zieht die Ärztin Annebärbel Buschhaus nach über vierzig Jahren erneut die Schlittschuhe an. Auf dem Eis sucht die notorische Einzelgängerin nach ihren verschütteten Kindheitsträumen – und findet eine Freundin: Jolina Kuhn, Berliner Jugendmeisterin im Eiskunstlauf. Durch sie schafft sie es, sich zu öffnen und sich von ihrer dominanten Mutter zu lösen.
Der Film ist eine Produktion der Berliner Lichtblick Media in Koproduktion mit Lichtblick Film, Cine+ Filmproduktion, ZDF (Das kleine Fernsehspiel) und ARTE. 2017 kam Die Anfängerin zunächst ins Kino. Der Film hatte seine Premiere am 29. August 2017 beim Festival des deutschen Films in Ludwigshafen. Der deutsche Kinostart erfolgte am 18. Januar 2018.